# Leśniki (województwo zachodniopomorskie)
Leśniki – osada w Polsce położona w województwie zachodniopomorskim, w powiecie białogardzkim, w gminie Białogard. W roku 2007 osada liczyła 7 mieszkańców. Osada wchodzi w skład sołectwa Pustkowo.

## Geografia
Osada leży ok. 1,5 km na zachód od Pustkowa

## Komunikacja
Najbliższy przystanek komunikacji autobusowej znajduje się w Pustkowie.